# Portneuf-sur-Mer
Portneuf-sur-Mer è un comune del Canada, situato nella provincia del Québec, nella regione di Côte-Nord.